# Олександрівка (Тульчинський район)
Олекса́ндрівка — село в Україні, у Томашпільській селищній громаді Тульчинського району Вінницької області. Населення становить 657 осіб.

## Історія
Село засноване 1700 року.
7 (20) листопада 1917 року, відповідно до Третього Універсалу Української Центральної Ради, увійшло до складу Української Народної Республіки.
Відповідно до Розпорядження Кабінету Міністрів України від 12 червня 2020 року № 707-р «Про визначення адміністративних центрів та затвердження територій територіальних громад Вінницької області» село увійшло до складу Томашпільської селищної громади..
19 липня 2020 року, в результаті адміністративно-територіальної реформи та ліквідації Томашпільського району, село увійшло до складу Тульчинського району.

## Населення

### Мова
Розподіл населення за рідною мовою за даними перепису 2001 року:
| Мова            | Кількість | Відсоток |
| --------------- | --------- | -------- |
| українська      | 643       | 97.87%   |
| російська       | 12        | 1.83%    |
| інші/не вказали | 2         | 0.30%    |
| Усього          | 657       | 100%     |

## Пам'ятки
Група екзотів — ботанічна пам'ятка природи місцевого значення.

## Відома особа
- Вдовцов Михайло Леонтійович — український письменник, краєзнавець, природоохоронець.